# Rocafort (métro de Barcelone)
Rocafort est une station de la ligne L1 du métro de Barcelone. Elle est située dans le district de Eixample, sur le territoire de la ville de Barcelone, en Catalogne.
Elle est mise en service en 1926.

## Situation sur le réseau

Plan du métro de Barcelone (2019).

Établie en souterrain, la station Rocafort est située sur la ligne 1 du métro de Barcelone, entre la station Espanya en direction de la station terminus Hospital de Bellvitge, et la station Urgell, en direction de la station terminus Fondo,.

## Histoire
La station Rocafort est mise en service le 10 juin 1926 sur la ligne L1 du métro de Barcelone. Elle doit son nom à la rue dédiée au chevalier catalan du XIIIe siècle Bernat de Rocafort.